# 16172 Jayaweera
16172 Jayaweera este o planetă minoră (asteroid), cu un diametru de 3,966 km, din centura de asteroizi. A fost descoperită pe 4 ianuarie 2000 la Experimental Test Site⁠(d) de Lincoln Near-Earth Asteroid Research. 
Obiectul prezintă o orbită caracterizată de o semiaxă mare de 2,3009122 UAi, o excentricitate de 0,09, o înclinație de 5,66326 ° în raport cu ecliptica.